# Hjertespand
Hjertespand (Leonurus) er en slægt med ca. 20 arter, der er udbredt i Lilleasien, Centralasien, det Indiske subkontinent, Sibirien, Østasien og Europa. Det er en-, to- eller flerårige urteagtige planter med en opret vækst. Stænglen er stiv og furet med modsatte blade. De er hele med tandet eller trelappet rand. Blomsterne sidder kransstillet ved bladhjørnerne på den øverste del af skuddet. Blomsterne er 5-tallige og énsymmetriske. Frugterne er kapsler med få, trekantede nødder.
| Beskrevne arter |

- Almindelig hjertespand (Leonurus cardiaca)
- Håret hjertespand (Leonurus lanatus)
- Stortandet hjertespand (Leonurus marrubiastrum)

| Andre arter |

- Leonurus japonicus
- Leonurus quinquelobatus
- Leonurus sibiricus
- Leonurus tataricus